# Кашетирование
Кашети́рование, каши́рование, кашети́рованный форма́т — разновидность широкоэкранных кинематографических систем, использующих стандартную 35-мм киноплёнку и сферические (аксиально-симметричные) объективы, при этом располагая изображение на поперечном кадре меньшей, чем у классического формата, высоты. При кинопроекции кашетированного фильма также используется сферический объектив с фокусным расстоянием, меньшим, чем для фильма классического формата, чтобы получить на более широком экране изображение с соотношением сторон от 1,66:1 до 2:1.

## Разновидности кашетирования
Кашетирование может быть двух видов: явное и скрытое («жёсткое» и «мягкое» каше). При явном кашетировании в киносъёмочном аппарате используется маска — «каше» — затеняющая изображение кадра сверху и снизу. Чаще всего это сменная кадровая рамка с уменьшенной высотой.
Форматы с явным кашетированием являются версиями классического, кадр которого уменьшен по высоте, давая широкоэкранное изображение. Однако чаще применяется скрытое кашетирование, когда обрезка изображения происходит только в процессе печати фильмокопий или кинопроекции.
Впервые такая технология была применена в 1953 году киностудией «Парамаунт», выпустившей на экраны фильм «Шейн» с кашетированием до соотношения 1,66:1. При съёмке фильма в классическом формате кинооператор размещал сюжетно важные детали в пространстве, обозначенном в видоискателе дополнительной рамкой, ограничивающей высоту кадра сверху и снизу. Примечательно, что такой фильм мог быть показан как в широкоэкранном, так и в обычном варианте без нарушения композиции кадра. Возможность обычного показа расширяла потенциальную аудиторию, позволяя демонстрировать картину в кинотеатрах, не приспособленных для широкоэкранной проекции.
Удачное техническое решение многие кинокомпании начали применять для своих фильмов, уже снятых до этого в классическом формате. Эксперименты с обрезкой уже готового кадра показали, что при соотношении 1,85:1 становятся неизбежными потери лба и подбородка на крупных планах. Пик популярности кашетирования пришёлся на 1953—54 годы, пока анаморфированная киносистема «Синемаскоп» ещё не получила распространения.
В фильмокопиях кашетированных форматов большая часть площади киноплёнки занята межкадровым промежутком и не используется, а полезная площадь кадра меньше, чем у классического.
При «оптической» технологии фильмопроизводства печать негатива с явным или скрытым кашетированием происходила контактным способом. С узкоплёночного негатива «Супер-16» осуществлялась оптическая печать с увеличением. С анаморфированных и широкоформатных негативов оптическим способом с уменьшением также могли изготавливаться кашетированные копии с потерей части изображения при пансканировании. В современном кинематографе кашетированные фильмы чаще снимаются в одном из производственных форматов с последующей оптической печатью или цифровой трансформацией в кашетированный формат фильмокопии.

## Применение
Два самых распространённых стандарта предусматривают соотношение сторон кашетированного кадра 1,66:1 и 1,85:1. Первый получил наибольшее распространение в Европе, второй — в США и Северной Америке. Ширина такого кадра — 20,96 мм на киноплёнке соответствует ширине кадра классического формата, а высота принимается равной 12,62 мм для формата 1,66:1, и 11,33 мм для формата 1,85:1. Независимо от конечного соотношения сторон кадра, положение его верхней границы стандартизировано и находится на 1,6 мм ниже края классического. Изменяется только положение нижней границы. Это позволяет избежать ошибок при зарядке фильмокопий в кинопроекторы и обеспечить правильное положение границ кадра на экране. Развитие цифровых технологий кинопроизводства и кинопоказа привело к исчезновению «европейского» кадра, повсеместно вытесненного соотношением 1,85:1 под названием «Flat».
Кашетированные форматы считаются простейшей технологией широкоэкранного кинематографа, поскольку основываются на стандартном киносъёмочном, кинокопировальном и кинопроекционном оборудовании. Кашетированный фильм может быть показан любой 35-мм киноустановкой в обычном кинозале: требуется только увеличение экрана. Вместе с тем, кашетированные форматы уступают классическому и всем анаморфированным по информационной ёмкости изображения вследствие малой площади кадра. Кашетированные фильмы характеризуются более заметной зернистостью, пониженной устойчивостью кадра и невысокой световой отдачей кинопроектора из-за небольших размеров кадрового окна. Однако в настоящее время кашетирование используется в кинопроизводстве чаще анаморфирования вследствие повсеместного распространения цифровых технологий, предусматривающих сканирование негатива и последующие монтаж и обработку изображения при помощи компьютера. Значительно возросшее за последние десятилетия фотографическое качество киноплёнок позволило отказаться от форматов с большой площадью кадра в пользу кашетированных, более удобных в кинопроизводстве и прокате.